# Eine deutsche Partei
Eine deutsche Partei (englischer Titel A German Party) ist ein deutscher Film in dokumentarischer Form mit Innenansichten über die AfD unter der Regie von Simon Brückner aus dem Jahr 2022. Der Film feierte am 16. Februar 2022 auf der Berlinale seine Weltpremiere in der Sektion Berlinale Special.

## Handlung
Der Film zeigt Innenansichten der AfD aus den Jahren 2019 bis 2021. Ohne Interviews oder Kommentare des Regisseurs wird die Arbeit von Funktionären auf der Bundes-, Landes- und Bezirksebene gezeigt, zu denen Simon Brückner einen exklusiven Zugang hatte. Sichtbar wird ein Spektrum: Die Ideenkosmen, Inszenierungen, Ressentiments und Eigendynamiken der Partei.
Porträtiert werden, nach Reihenfolge ihres Erscheinens: Frank-Christian Hansel, Carsten Ubbelohde, Hannes Gnauck, Georg Pazderski (mittlerweile ausgetreten), Martin Trefzer, Marc Vallendar, Anna Leisten (Junge Alternative), Andreas Kalbitz (inzwischen aus der AfD ausgeschlossen), Steffen Kotré, Tino Chrupalla, Michael Klonovsky, Andreas Wild (inzwischen aus der AfD ausgeschlossen), Joana Cotar (mittlerweile ausgetreten), Kristin Brinker, Antonin Brousek (mittlerweile ausgetreten) sowie Aaron Kimmig (Junge Alternative).
Angeboten wird ein nüchterner Blick auf eine normalerweise verschlossene Welt und die Menschen, die sich in ihr sammeln. Die Beurteilung wird dem Publikum überlassen. Simon Brückners Anliegen war es, die AfD aus der Distanz und so differenziert wie möglich zu betrachten, indem er seine eigenen Erfahrungen und Meinungen außen vor ließ. Das Gezeigte solle für sich sprechen. Das beobachtende dokumentarische Kino könne diese einzigartige Möglichkeit bieten.

## Produktion

### Filmstab
Regie führte Simon Brückner, der auch für Drehbuch und Kamera verantwortlich war. Für den Filmschnitt sorgten Sebastian Winkels und Gesa Marten. Beim Filmschnitt hatte die AfD kein Mitspracherecht.

### Produktion und Förderungen
Mit den Recherchen wurde 2017 begonnen, gedreht wurde zwischen 2019 und 2021. Gefilmt wurde in Deutschland und Bosnien und Herzegowina, Arbeitstitel war Spektralfarbe Blau. Gedreht wurde offen und mit Zustimmung der Beteiligten. Produziert wurde der Film von Hubertus Siegert und seiner speziell für diesen Film gegründeten spicefilm GmbH. Koproduzenten waren das ZDF, 3sat und der rbb. Der Film wurde mit Mitteln der Beauftragten der Bundesregierung für Kultur und Medien, des Medienboards Berlin-Brandenburg und des Deutschen Filmförderfonds gefördert.

### Dreharbeiten und Veröffentlichung
Der Film feierte am 16. Februar 2022 auf der Berlinale seine Weltpremiere in der Sektion Berlinale Special. Der Verleih liegt in den Händen des Majestic Filmverleihs.

## Rezeption
Patrick Wellinski, Filmkritiker bei Deutschlandfunk Kultur, urteilte: „Auch wenn die Entscheidung, einen gänzlich unkommentierten Einblick in die Funktionsweise der AfD zu produzieren, sicherlich seine moralischen Fallstricke hat, gelingt es Regisseur Simon Brückner mit seinem Projekt, vor allem den Mittelbau der Partei zu sezieren.“

## Auszeichnungen und Nominierungen
- 2022: Berlinale Dokumentarfilmpreis (nominiert)[7]